# James H. Fletcher
James Hayden Fletcher (* 1835 in Charlottetown, Prince Edward Island, Kanada; † 13. April 1917 in Portland, Oregon) war ein US-amerikanischer Politiker. Zwischen 1889 und 1891 war er Vizegouverneur des Bundesstaates South Dakota.

## Werdegang
Die Quellenlage über James Fletcher ist sehr schlecht. Über seine Jugend und Schulausbildung ist nichts überliefert. Auch über seinen Werdegang jenseits der Politik gibt es in den Quellen keine Angaben. Er kam zu einem unbekannten Zeitpunkt in das Dakota-Territorium. Politisch schloss er sich der Republikanischen Partei an. 1889 wurde er an der Seite von Arthur C. Mellette zum ersten Vizegouverneur des damals gegründeten Staates South Dakota gewählt. Dieses Amt bekleidete er zwischen 1889 und 1891. Dabei war er Stellvertreter des Gouverneurs und Vorsitzender des Staatssenats. Sein Leben nach dem Ende seiner Zeit als Vizegouverneur liegt im Dunklen. In den Quellen wird nur noch vermerkt, dass er am 13. April 1917 in Portland starb und im dortigen Lincoln Memorial Park beigesetzt wurde.